# 皮逻阁
皮逻阁（古彝文： pi lorp guurp，彝语南部方言：pʰi33 lo̠21 ko̠21；？—748年），又作皮罗阁和魁乐觉，蒙舍诏第五代诏，是南诏第一代国王，盛逻皮之子，以唐賜名為諡，稱歸義王，作蒙归义。

## 建立南诏
728年，盛逻皮病逝，皮罗阁继位，大败东洱海蛮，设立河东州。729年2月，唐朝打败吐蕃，攻下昆明盐源（今云南盐源）。六诏中的邆赕诏、浪穹诏、施浪诏及河蛮依附于吐蕃，而越析诏、蒙巂诏及蒙舍诏（南诏）归附唐朝。
当时南诏实力最强，欲求一统六诏，唐朝为减轻与吐蕃接壤的边患，支持南诏统一各部落。737年，唐朝派御史严正诲协助南诏攻下石和城、石桥城，占太和、袭大厘逐河蛮，之后又继续兼并各诏。
738年（唐开元二十六年），皮罗阁在唐朝支持下击败邆赕诏颠之托、浪穹诏俟罗君、施浪诏傍罗颠、越析诏于赠、蒙巂诏原罗，兼并五诏，破吐蕃、洱河蛮。入朝，受封越国公。唐玄宗为皮罗阁进爵云南王、开府仪同三司，赐名归义。皮罗阁以西洱河（今洱海）地区为基地建立南诏国。筑太和城、大厘城。次年自蒙舍川迁都太和城（今云南大理市南太和村），立龙首、龙尾二关。743年，筑羊苴咩城。746年（一作745年），遣孙凤伽异入朝，唐朝授以鸿胪卿，让他驱以宗室女，赐龟兹乐一部。后多次遣使入朝，加强与中原的政治、经济、文化联系。748年，皮罗阁去世，唐玄宗冊封其子阁罗凤为云南王。
有一些西方學者認為皮羅閣就是台語民族傳說中的祖先坤布倫。又一些英國和泰國的學者認為泰族是南詔人的祖先，但中國學者反對這一觀點。

## 腳註
1. ↑  滇南古彝文在线字词典
2. ↑  《旧唐书》卷一百九十七 列传第一百四十七
3. ↑  《新唐书》卷二百二十二上 列传第一百四十七上 南蛮上
4. ↑  明 倪辂《南诏野史》
5. ↑  戴維·K·懷亞特, Thailand: A Short History, New Haven (Yale University Press), 2003. ISBN 0-300-08475-7

| 前任： 盛逻皮 | 南诏国王 728年—748年 | 繼任： 阁罗凤 |